# China International Aviation & Aerospace Exhibition
China International Aviation & Aerospace Exhibition (chiń. 中国国际航空航天博览会) – największe chińskie targi oraz wystawa wojskowego i cywilnego sprzętu lotniczego, uzbrojenia i wytwórni lotniczych, która odbywa się co dwa lata w listopadzie w mieście Zhuhai w prowincji Guangdong. Pierwsza wystawa odbyła się w 1996 roku. Targi znane są również pod nazwą Airshow China.

## Historia

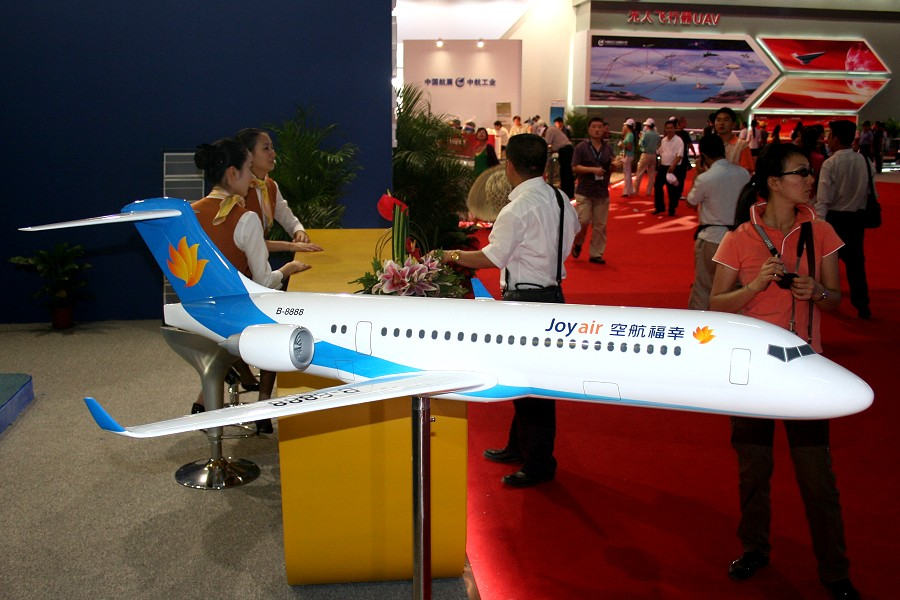
Makieta samolotu Comac ARJ21 prezentowana w Zhuhai

Z założenia wystawa ma prezentować światu najnowsze osiągnięcia chińskiego przemysłu lotniczego. To tutaj prezentowane są szerokiej publiczności po raz pierwszy nowe typy samolotów i śmigłowców wchodzących na wyposażenie chińskich sił powietrznych jak również przygotowywane projekty i prototypy. Oprócz samolotów i śmigłowców wojskowych w pokazach uczestniczą również konstrukcje przeznaczone na rynek cywilny. Chiny są największym po Stanach Zjednoczonych i Europie rynkiem dla nowych samolotów i śmigłowców. Dlatego też na wystawie swoje stoiska mają wytwórnie lotnicze z całego świata zainteresowane wejściem na chiński rynek. Obok wystawy statycznej odbywają się również pokazy w locie. Wśród zaproszonych gości były między innymi zespoły akrobacyjne z Rosji, Russkije Witiazi, Francji, Patrouille de France czy Indii, Surya Kiran. Częstym gościem jest zespół akrobacyjny chińskich sił powietrznych "1.Sierpnia", który w 2010 roku zaprezentował się publiczności na nowych maszynach Chengdu J-10. Po raz pierwszy w pełnym składzie siedmiu samolotów i nowym malowaniu. Największa jak do tej pory wystawa odbyła się w dniach 13–18 listopada 2012 roku. Uczestniczyło w niej około 650 firm z 39 krajów. Wystawę odwiedziło około 338 tysięcy osób.